# 分钟寺桥
39°51′46″N 116°27′17″E / 39.8627353°N 116.454732°E
分钟寺桥位于北京市朝阳区，是向东南的京沪高速公路与东南三环交汇的立交桥。分钟寺桥因所在的地区为分钟寺地区命名。
该桥原为喇叭苜宿叶形立交桥，而在2017年8月首发集团决定封闭原有进京匝道，并在出京匝道旁拓宽路面，新建进京匝道。